# A1 Belarus
А1 Belarus, bis 2019 velcom, ist ein privater Anbieter von Telekommunikations-, ICT- und Content-Services in Belarus. Dieses Unternehmen ist der zweitgrößte Mobilfunkanbieter in Belarus und versorgt die Bevölkerung mit GSM 900/1800, UMTS (WCDMA/HSDPA/HSUPA/HSPA+) und 4G (über beCloud-Netzwerk). Seit 2017 bietet velcom auch die Internetzugangsdienste auf Grundlage von GPON- und Ethernet-Technologien in allen Gebietshaupstädten in Belarus, in Bobrujsk, Retschyza, Swetlogorsk und Dobrusch sowie IPTV-Dienste unter der Marke VOKA an.

## Geschichte

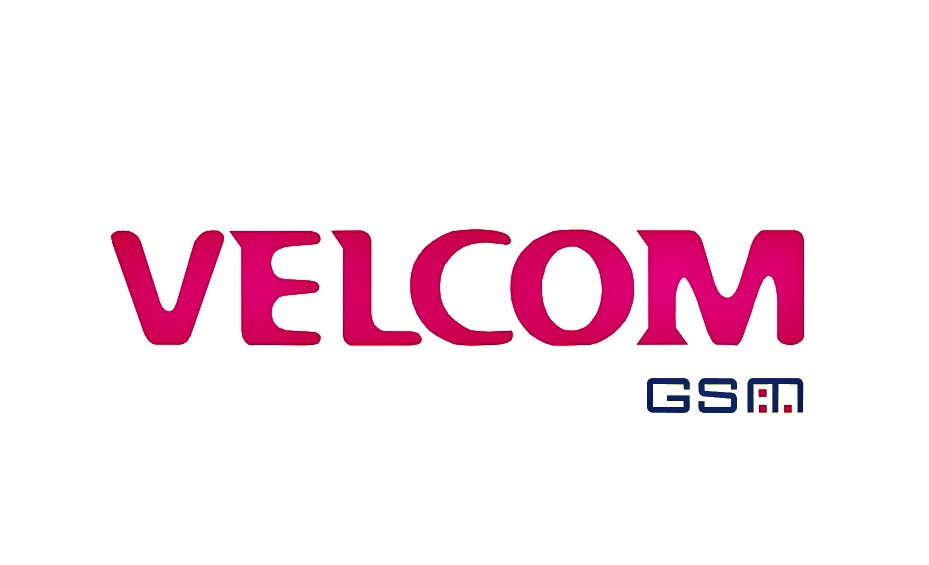
velcom logo vor 2008

Am 16. April 1999 startete das Unternehmen mit der Geschäftstätigkeit im Bereich des Verkaufs von Dienstleistungen und Waren für die Mobilkommunikation unter dem Namen SP OOO „Mobile digitale Kommunikation“ und wurde zum ersten GSM-Mobilfunkanbieter in Belarus (der erste Mobilfunkanbieter ist NMT-Anbieter BelSel).
Zu Beginn des kommerziellen Betriebs wurden 10 Basisstationen eingeführt (neun davon in Minsk, eine Basisstation wurde in Oreschniki auf dem Wege zum Nationalen Flughafen Minsk installiert). Bis zum Sommer 2000 waren alle Gebietsstädte von Belarus an das velcom-Netzwerk angeschlossen. Das Mobilfunknetz wurde entlang der Autobahn Minsk-Brest-Orscha und in den nahegelegenen Siedlungen ausgebaut. Seit dem 23. April 2007 steht das velcom-Mobilfunknetz der gesamten städtischen Bevölkerung von Belarus zur Verfügung. Im April 2019 wurde das erste GSM-Netz auf dem Territorium des Polessischen Staatlichen Radioökologischen Schutzgebietes vom Mobilfunkanbieter eingeführt.
Seit dem 15. März 2001 können die velcom-Teilnehmer SMS und seit dem Juni 2005 MMS senden und empfangen.
Am 2. Juni 2003 wurde der GPRS-Dienst eingeführt. Im Dezember 2005 wurde die EDGE-Technologie in drei Gebieten von Belarus zur Verfügung gestellt.
Als erstes Unternehmen in Belarus nahm velcom am 30. März 2006 den Testbetrieb des Mobilfunksystems der dritten Generation auf. Das 3G-Netz wurde in 27 Tagen ausgebaut. Der kommerzielle Start des 3G-Netzes in Minsk und Gomel erfolgte am 17. März 2010. Im Februar 2016 führte Velcom als erstes Unternehmen in Belarus ein 3G-Netz im 900-MHz-Band ein. Und im Mai 2019 verbesserte die Firma die 3G-Netzwerkbandbreite, indem sie die Basisstationen mit der vierten Trägerfrequenz im 2100-MHz-Band ausstattete.

velcom logo im 2008—2019

Im November 2007 erwarb die A1 Group einen Anteil von 70 Prozent an velcom. Der plangemäße Erwerb der restlichen 30 Prozent erfolgte im Oktober 2010. Seit Juni 2019 können die Teilnehmer von velcom | A1 das Internet in den Netzen der A1 Group nach Inlandstarif nutzen.
Im Mai 2008 erfolgten das Rebranding des Unternehmens und die Änderung des Logos und des Namens zu UP „velcom“.
Im Mai 2009 unterzeichnete das Unternehmen einen Exklusivvertrag mit OOO SP „BelSel“ über die Bereitstellung der Breitband-Internetzugangsdienste auf Basis von CDMA2000 (EV-DO Rev.A). Die Dienstleistungen wurden bis zum 16. Mai 2013 erbracht.
Im Jahre 2014 wurde der Online-Shop eröffnet, das digitale Fernsehen VOKA eingeführt und mit dem Bau eines eigenen Rechenzentrums begonnen. Im Mai 2020 weitete die Gesellschaft die Online-Handelsketten aus und eröffnete den ersten virtuellen Laden.
Im Jahre 2017 wurde velcom durch die Übernahme einer Reihe von Internetdienstanbietern zu einem großen Spieler auf dem belarussischen Markt für Festnetzkommunikation. Im gleichen Jahr war velcom der erste Mobilfunkanbieter in der Welt, der einen völlig virtuellen Kern des Mobilfunknetzes in den kommerziellen Betrieb aufnahm.
Im Jahre 2017 erhielt velcom die Erlaubnis, das schmalbandige NB-IoT-Netzwerk für das Internet der Dinge in Belarus kommerziell einzuführen. Bis 2019 war diese Technologie in Minsk und in allen Gebietsstädten von Belarus eingeführt worden.
Seit dem April 2018 können die velcom-Teilnehmer mit der VoWiFi-Technologie (Voice over Wi-Fi oder Wi-Fi Calling) über Wi-Fi telefonieren. Im Dezember 2019 führte A1 als erstes Unternehmen im Land die VoLTE-Technologie (Voice over LTE) ein.
Im Sommer desselben Jahres brachte velcom in Zusammenarbeit mit ZAO „Bank Reschenije“ und mit dem internationalen Zahlungssystem Visa eine virtuelle V-Banking-Karte, die für die Bezahlung verschiedener Dienstleistungen geeignet ist. Im November 2020 unterzeichneten A1 und Visa eine strategische Partnerschaftsvereinbarung, um digitale Finanzdienste im Land zu entwickeln und die Finanzdienstleistungen der А1 banking-App zu erweitern.
Am 21. März 2019 begann A1, die 4G-Datenübertragungsdienste bereitzustellen. Ende 2019 wurde das 4G-Netz für A1-Teilnehmer in allen Großstädten im 1800-MHz-Frequenzbereich verfügbar. Im Dezember 2019 kündigte das Unternehmen die auf drei Jahre angelegte strategische Partnerschaft mit dem Infrastrukturanbieter beCloud zur Entwicklung der vierten Mobilfunkgeneration (4G) in Belarus an. Ab 2020 wird A1 seine Infrastruktur für Basisstationen sowie ein auf Hybrid-, Richtfunk- und Glasfaserleitungen basierendes Transportnetz bereitstellen, um das 4G-Netz im 800-MHz-Frequenzbereich in ländlichen Gebieten verfügbar zu machen. Von August 2020 bis März 2022 dank der Nutzung eines neuen Frequenzbereiches erweiterte sich die 4G-Netzabdeckung erweiterte im: Gebiet Gomel auf 96,4 %, Gebiet Mogilev auf 81 %, Gebiet Minsk auf 89 %, Gebiet Vitebsk auf 75 %, Gebiet Brest auf 67 %, Gebiet Grodno. Im November 2022 begann A1 mit der Nutzung des neuen Frequenzbereichs von 2600 MHz auf rund 1,5 Tausend LTE-Basisstationen des Infrastrukturbetreibers beCloud.
Am 8. April 2019 begann das Unternehmen ein Rebranding. Während der Übergangszeit bis zum Jahresende wird die Zweimarke velcom | A1 eingesetzt. Seit dem 12. August 2019 wird die einheitliche Marke A1 verwendet.
Im April 2019 stellte velcom | A1 in 18 Elektrozügen der Belarussischen Staatsbahn einen kostenlosen Wi-Fi-Internetzugang zur Verfügung. Im Juni 2019 führte der Anbieter 38 neue Basisstationen entlang der Eisenbahn ein, um die Qualität der mobilen Kommunikation in Zügen zu verbessern.
Von April bis Mai 2019 wurden von A1 alle Tunnel der Maskoŭskaja- und Aŭtazavodskaja-Linien der Metro Minsk mit Mobilfunk versorgt, und seit November 2020 ist die Mobilfunkverbindung auf der Selenaluschskaja-Linie verfügbar. Ab Dezember 2024 stellte das Unternehmen A1 mobile Kommunikation an Stationen der dritten Linie der Minsker U-Bahn bereit.
Am 12. August 2019 Tag führte A1 als erstes Unternehmen im Land virtuelle eSIM-Karten ein und ermöglichte im November desselben Jahres den Online-Wechsel zur eSIM-Karte im Benutzerkonto. Ab 2021 ist es möglich, durch die Registrierung einer eSIM-Karte in der mobilen App „Mein A1“ aus der Ferne Teilnehmer zu werden, einschließlich der Nummernübertragbarkeit aus anderen Netzen.
Im August 2019 stellte A1 das erste Smartphone unter seiner eigenen Marke – A1 Alpha – vor, im Juli 2020 wurde A1 Alpha 20+ auf den Markt gebracht.
Am 12. November 2019 wurde unter Beteiligung von A1 eine gemeinsame belarussisch-österreichische Deklaration zur Stärkung der Zusammenarbeit im Bereich Fernmeldewesen, Informations- und Kommunikationstechnologien und des 5G-Breitbandnetzes unterzeichnet. A1 beantragte die Zuordnung des Frequenzbereichs, der den Anforderungen der internationalen 5G-Normen entspricht, und entwickelt eine 5G-Mobilfunk-Netzarchitektur. Am 22. Mai 2020 setzte A1 im Test-Modus das erste 5G-Netzwerk in Belarus in Betrieb, das auf der Grundlage der eigenständigen Architektur hergestellt ist. Am 25. Mai 2020 wurde der erste auf der VoNR-Technologie basierende Anruf in Belarus und in der GUS gemacht.
Am 12. Mai 2021 begann das Unternehmen A1 zum zweiten Mal im Land SIM-Karten, die man selber registrieren kann, in den Läden der Partnernetzwerke zu realisieren.
Im Juni 2023 startete A1 als erstes Unternehmen des Landes eine zweite Trägerfrequenz im 900-MHz-Bereich. Dadurch konnte die Kapazität des bestehenden 3G-Netzes im Versorgungsgebiet des zweiten Carriers in den Regionen Minsk, Vitebsk und Mogilev nahezu verdoppelt werden. Ende 2024 haben die Spezialisten von A1 im Rahmen des Ausbaus der UMTS-900-Abdeckung 1057 Zellen mit einer Frequenz von 900 MHz in Betrieb genommen.
Im April 2024 stellte A1 4G-Kommunikation in der Minsker U-Bahn bereit (an allen bestehenden Stationen und in den Abschnitten dazwischen). Das Projekt wurde in Zusammenarbeit mit dem Infrastrukturbetreiber beCloud umgesetzt.

## Eigentümer und Leitung
Bis Januar 2005 befanden sich 69,9 % der velcom-Aktien im Besitz eines zypriotischen Unternehmens SB Telecom. ZAO „Beltechexport“ hielt 30 % der Aktien und RUP „Beltelecom“ 0,1 % der Aktien. Im Januar 2005 wurde auch der Staat zum Eigentümer der Unternehmensaktien: Er erwarb 30,9 % der Aktien, während SB Telecom 49 %, ZAO „Beltechexport“ 20 % und RUP „Beltelecom“ 0,1 % der Aktien hielten.
Im August 2007 kaufte das zypriotische Unternehmen SB Telecom 100 % der Unternehmensaktien für 556 Millionen US-Dollar.
Anfang Oktober 2007 unterzeichnete die österreichische Gesellschaft A1 Telekom Austria Group einen Vertrag über den Kauf von 70 % der SB Telecom-Aktien und im Oktober 2010 über den Kauf der restlichen 30 % der Aktien.
Nach dem Stand 2025 ist Helmut Duhs Generaldirektor des Unternehmens.

## Tätigkeiten

### Mobilkommunikation
A1 versorgt die Bevölkerung in Belarus mit GSM 900/1800, UMTS (WCDMA/HSDPA/HSUPA/HSPA+) und 4G.
Die Teilnehmer haben Zugang zu Basisdiensten (Sprachverbindung, Datenübertragung, SMS, MMS, Voicemail) sowie zu zusätzlichen Diensten (Roaming, Geschäfts- und Unterhaltungsdienste).

#### Teilnehmernummern
- +375 29 1 xx xx xx, +375 29 3 xx xx xx, +375 29 6 xx xx xx, +375 29 9 xx xx xx
- +375 44 4 xx xx xx, +375 44 5 xx xx xx, +375 44 7 xx xx xx

Da die MNP-Dienste in der Republik Belarus eingeführt wurden, können die Teilnehmernummern so aussehen: +375 25 xxx xx xx, +375 29 xxx xx xx, +375 33 xxx xx xx.

### Festnetzkommunikation
Im September 2014 begann der Bau eines eigenen Glasfasernetzes für juristische Personen.
In den Jahren 2016–2018 nahm velcom eine Reihe von Geschäften zum Erwerb der belarussischen Internetdienstanbieter wie „Atlant Telecom“ (Minsk), „Ajtschyna plus“ (Minsk), „Belinfonet“ (Minsk), „Garant“ (Gomel. und Witebsk), „Ranak Media“ (Swetlogorsk) sowie der Mehrheit von privaten und einigen Firmenkunden des Internetdienstanbieters „Business Network“ (Minsk) vor
Derzeit bietet A1 die Internetzugangsdienste auf Grundlage von GPON-, Ethernet- und ADSL-Technologien in allen Gebietshaupstädten von Belarus sowie in Bobrujsk, Dobrusch, Retschiza, Schlobin, Nowopolozk und Swetlogorsk an.
Zum 30. September 2024 betrug die Zahl der velcom-Festnetzteilnehmer rund 945.9 Tsd. Nutzer. Die meisten Internettarife des Anbieters sind komplex, d. h. sie setzen auch die Bereitstellung der digitalen Fernsehdienste unter der Marke VOKA voraus.

### Interaktives digitales Fernsehen
Das digitale Fernsehen ist unter der Marke VOKA erhältlich. Für die velcom-Festnetzkunden arbeitet der Service auf Basis der IPTV-Technologie und bietet mehr als 142 Kanäle (davon 60 in HD-Qualität) an. In den Netzen anderer Mobilfunk- und Festnetzanbieter wird der Dienst auf Grundlage der OTT-Technologie erbracht und umfasst mehr als 130 TV-Kanäle. VOKA unterstützt verschiedene interaktive Funktionen: Pause, Rücklauf und Archivierung der TV-Programme sowie die Möglichkeit, Sendungen auf einem anderen Gerät weiterzuschauen. Die Filme, Cartoons und Serien von Online-Kinos START, more.tv, Premier, viju stehen allen Servicenutzern zur Verfügung. Der Service ist verfügbar für mobile Android- und iOS-Geräte, für Smart TV auf Basis von Tizen, WebOS, Android TV, über Konsolen Redbox Mini, Xiaomi Mi Box 3, Apple TV (über AirPlay). Auf PCs kann man den Videoservice über die VOKA-Applikation für Windows oder auf der Website nutzen.
Seit 2018 bietet der VOKA-Dienst exklusive, selbst produzierte Inhalte: VOKA-Lokalrubrik mit Rezensionen, Dokumentationen, Mini-Reportagen und TV-Shows; die Sportrubrik mit Übertragungen von Spielen belarussischer Vereine und Nationalmannschaften; Live-Übertragungen von Konzerten, Musikfestivals, Cybersport-Turnieren, Konferenzen und Foren. Außerdem steht den Nutzern die Rubrik CINEVOKA zur Verfügung, in der bekannte Filme, Zeichentrickfilme und Serien professionell ins Belarussische synchronisiert werden. Einige von ihnen wurden auf Wunsch des Videodienstes exklusiv übersetzt und synchronisiert.
Am 28. Januar 2019 erschien im VOKA-Videoservice die größte Inhaltsbibliothek des Landes in der 4K-Auflösung (Ultra High Definition).

#### VOKA Smartfilm
Seit 2010 veranstaltet A1 mit Unterstützung des Kulturministeriums der Republik Belarus jährlich ein Festival des mobilen Kinos. Ab 2016 erhielt das Festival einen internationalen Charakter. Jedes Jahr nimmt die Zahl der Werke und der Teilnehmer aus verschiedenen Ländern zu. Im Jahre 2020 fand das neunte Internationale Festival der mobilen Filme VOKA Smartfilm statt, das Wettbewerbsprogramm dessen 356 Kurzfilme aus 75 Ländern einschlossen.

#### E-Sport
Im Februar 2020 wurde mit Hilfe von A1 die Republikanische gesellschaftliche Vereinigung „Belarussische Föderation des Computersports“ gegründet und registriert. Am 17. April 2020 wurde die Belarussische Assoziation des Computersports (WAC) registriert. WAC-Mitglieder sind 11 Unternehmen, die die belarussische eSports-Branche repräsentieren. Die gemeinnützige Organisation wurde errichtet, um den Computersport in der Republik Belarus zu fördern, professionelle Spieler, Trainer und Schiedsrichter zu entwickeln und zu unterstützen, Wettbewerbe durchzuführen und internationale Kontakte zu knüpfen.
Am 4. Mai 2020 fand das erste Cybersportspiel im Bereich der mobilen Online-Spiele im Testnetz 5G SA von A1 statt. Während des Testes war die Datenübertragungsrate 1,2 Gbit/s, Ping-Rate 10 Millisekunden.

### Rechenzentrum und ICT-Dienstleistungen
Im September 2017 aktivierte А1 in Minsk eines der größten belarussischen Datenverarbeitungszentren (DVZ). Die vier Module des DVZs sind für 800 IT-Schranksysteme gebaut und haben ihren eigenen optischen Ring mit der Bandbreite von 1 Terabyte pro Sekunde. Mit Stand vom Juni 2018 wurde das erste Modul für 200 IT-Schranksysteme in Betrieb genommen.
Das Datenzentrum von А1 hat das internationale Zertifikat Uptime Institute (UI) aufgrund des Fehlertoleranzniveaus Tier III in den Kategorien Design und Facility sowie das Zertifikat PCI DSS, das die Sicherheit der Kundeninfrastruktur und den Datenschutz der Kreditkarten bestätigt.
Im März 2019 erhielt das Datenzentrum die Bescheinigung über die Einhaltung der nationalen Datenschutzbestimmungen. Im August 2019 bestätigte es seine Übereinstimmung mit dem internationalen Standard ISO 27001, im Mai 2020 – mit dem staatlichen Standard der Republik Belarus ISO/IEC 27001-2016. Im September 2020 erhielt das Unternehmen die Lizenz zur Ausführung von Arbeiten und Erbringung von Dienstleistungen in Informationssicherheit der wichtigsten Informatisierungsobjekte (WIO). Im Oktober 2020 wurde A1 zum Platinum-Partnerunternehmen von Kaspersky Lab erklärt.
Derzeit werden die folgenden Dienstleistungen im Datenzentrum erbracht: Vermietung der Cloud-Lösungen (IaaS, private Clouds, „Oblako-62“), Platzierung von Server- und Netzwerktechnik (Colocation, HaaS), Dienste und Lösungen der Informations- und Kommunikationstechnologien (Baas, Veeam Cloud Connect, DraaS, die umfassende technische Unterstützung Oracle usw.), IT-Beratung, Remote-Standort sowie Benutzung der Softwareprodukte von Microsoft zu den Abonnementbedingungen.
Ab dem 1. April 2021 übertrug das Einheitsunternehmen А1 Rechte und Pflichten aus einigen Dienstleistungsverträgen im Bereich Informations- und Kommunikationstechnologien an das neue Unternehmen A1 IKT Servisy. A1 IKT Servisy GmbH funktioniert unter der Marke А1 und ist als Resident des High-Tech-Parks registriert.

### Solarkraftwerk
2016 nahm А1 im Gomelskaja Gebiet die eigene Solarenergieanlage „Solar-II“, die mit der Unterstation „Bragin“ verknüpft ist, in Betrieb. Die Energieanlage mit der Fläche von 41 ha und mit der Nennleistung von 18,48 mW besteht aus 85 Tausend Solarzellen. Innerhalb von 5 Jahren ist 129.360.452 kWh saubere Energie durch die Ausrüstung des Solarparks erzeugt worden.
Im Oktober 2017 eröffnete velcom die erste solarbetriebene Kommunikationsbasisstation in Belarus, die sich im Bezirk Lubanski im Minsker Gebiet befindet.

## Statistik
Zum 30. September 2024 wurden die Mobilfunkdienste des Unternehmens von mehr als 4,959 Mio. Kunden genutzt. Stationäre Internet- und TV-Dienste wurden von 945,9 Tsd. Nutzern in Anspruch genommen. Der Anteil des Unternehmens am belarussischen Mobilfunkmarkt betrug 41,6 %.
Mit dem Mobilfunkstandard 2G ist 97,7 % der Landesfläche abgedeckt, wo 99,9 % der Bevölkerung (100 % der Stadtbewohner) leben. Das 3G-Netz ist auf 97,1 % des Landes verfügbar. Im Juni 2010 umfasste das velcom-Netzwerk 3.301 Basisstationen und 28.754 Sende- und Empfangsgeräte in 1.360 Siedlungen des Landes. sowie 8 Verteiler – 3 davon in Minsk und je ein in jeder Gebietshauptstadt.
Die Kunden des Unternehmens können das internationale Roaming in 191 Ländern der Welt in den Netzen von 382 Anbietern nutzen. Das Einheitsunternehmen „A1“ verfügt über ein eigenes Netzwerk digitaler Servicezentren, das aus mehr als 80 Geschäften besteht. Das Händlernetz umfasst mehr als 500 Geschäfte in 154 Siedlungen.
| Jahr                                                              | 2007           | 2008           | 2009           | 2010           | 2011           | 2012           | 2013           |
| ----------------------------------------------------------------- | -------------- | -------------- | -------------- | -------------- | -------------- | -------------- | -------------- |
| Mobilkommunikationskunden, mln (Mobile Marktanteil)               | 3,059 (43,4 %) | 3,698 (44,8 %) | 4,102 (42,7 %) | 4,354 (41,9 %) | 4,620 (41,1 %) | 4,800 (43,5 %) | 4,947 (42,5 %) |
| Mobile Penetration                                                | 71,5 %         | 85,1 %         | 99,4 %         | 109,6 %        | 118,8 %        | 116,6 %        | 123,0 %        |
| Jahr                                                              | 2014           | 2015           | 2016           | 2017           | 2018           | 2019           | 2020           |
| Mobilkommunikationskunden, mln (Mobile Marktanteil)               | 4,950 (42,4 %) | 4,956 (42,5 %) | 4,945 (43,2 %) | 4,864 (42,5 %) | 4,873 (42,0 %) | 4,890 (41,8 %) | 4,916 (42,0 %) |
| Mobile Penetration                                                | 123,3 %        | 123,0 %        | 120,3 %        | 120,5 %        | 122,4 %        | 123,8 %        |                |
| Feste Zugangslinien (Benutzer von Internet- und TV-Diensten), mln | -              | -              | 0,279          | 0,463          | 0,657          | 0,616          | 0,627          |
| Jahr                                                              | 2021           | 2022           | 2023           |                |                |                |                |
| Mobilkommunikationskunden, mln (Mobile Marktanteil)               | 4,938 (42 %)   | 4,895 (41,5 %) | 4,897          |                |                |                |                |
| Mobile Penetration                                                |                |                |                |                |                |                |                |
| Feste Zugangslinien (Benutzer von Internet- und TV-Diensten), mln | 0,651          | 0,790          | 0,891          |                |                |                |                |

Der Umsatz des Unternehmens (nach der internationalen Rechnungslegung) für das 3. Quartal 2024 betrug 322,3 Mio. EUR, das EBITDA (Gewinn vor Zinsen, Steuern, Abschreibungen auf Sachanlagen und Abschreibungen auf immaterielle Vermögensgegenstände) machte 122,5 Mio. EUR aus.
Im 2023 betrug der Umsatz 442,2 Mio. EUR, das EBITDA betrug 191,9 Mio. EUR.
| Jahr | Umsatzerlöse gesamt, € mln | EBITDA, € mln | EBITDA-Marge | Betriebsergebnis, € mln | Anlagenzugänge |
| ---- | -------------------------- | ------------- | ------------ | ----------------------- | -------------- |
| 2011 | 260,9                      | 106,6         | 40,9 %       | −255,2                  | 44,9           |
| 2012 | 301,2                      | 124,4         | 41,3 %       | 29,5                    | 43,7           |
| 2013 | 331,7                      | 155,9         | 47,0 %       | 71,6                    | 34,0           |
| 2014 | 355,0                      | 172,4         | 48,6 %       | 82,2                    | 48,5           |
| 2015 | 332,2                      | 163,7         | 49,3 %       | 86,6                    | 66,1           |
| 2016 | 321,0                      | 151,5         | 47,2 %       | 87,8                    | 73,7           |
| 2017 | 390,5                      | 181,3         | 46,4 %       | 123,1                   | 47,1           |
| 2018 | 390,9                      | 177,7         | 45,5 %       | 90,3                    | 49,7           |
| 2019 | 426,1                      | 190,9         | 44,8 %       | 100,7                   | 105,1          |
| 2020 | 402,6                      | 172,8         | 42,9 %       | 109,3                   | 26,8           |
| 2021 | 419,6                      | 180,5         | 43,02 %      | 122,4                   | 40,4           |
| 2022 | 460,8                      | 218,8         | 47,5 %       | 155,5                   | 38,6           |
| 2023 | 442,2                      | 191,9         | 43,4 %       | 138,7                   | 25,3           |

## Soziale Verantwortung des Unternehmens
Die Hauptbereiche der sozialen Verantwortung des Unternehmens sind die Kinderhilfe, Bewahrung der nationalen Werte und der Umwelt.

### Kinderhilfe
Seit 2015 unterstützt A1 die Menschen mit Autismus. Im Jahre 2016 wurde ein inklusives Familientheater „i“ auf Initiative der internationalen gemeinnützigen Organisation „Kinder. Autismus. Eltern“ und der Firma velcom auf Basis der Puschkarewa-Werkstatt gegründet. Dabei leistet die Firma als Hauptpartnerin finanzielle und informationstechnische Unterstützung. Seit 2016 nimmt velcom an der jährlichen internationalen Aktion „Light It Up Blue“ am 2. April teil, die die Menschen mit Autismus unterstützt.
In den Jahren 2015–2019 veranstaltete das Unternehmen jährliche Wohltätigkeitsveranstaltungen #velcombegom. Ziel des Projekts ist es, medizinische Einrichtungen für Kinder zu unterstützen, eine gesunde Lebensweise zu fördern und den Laufsport bekannt zu machen. Während der Durchführung der Kampagne wurden mehr als 700.000 belarussische Rubel an Finanzhilfen an die Begünstigten der Kampagne (verschiedene medizinische Einrichtungen für Kinder) überwiesen. 2018 gewann die Kampagne #velcombegom «Running Cities» die Eventiada IPRA Golden World Awards 2018 in der Kategorie für das beste Projekt im Bereich gesunder Lebensstil.
Von 2016 bis 2020 wird das Projekt „Ich sehe!“ von A1 in Zusammenarbeit mit dem belarussischen Kinderfonds mit Unterstützung des Gesundheitsministeriums der Republik Belarus realisiert. Das Ziel dieses Projekts besteht darin, die rechtzeitige Diagnostik und Früherkennung von Sehstörungen bei Kindern im Schulalter, die in ländlichen Gebieten leben, zu ermöglichen. Während 4 Jahren besuchten 35 Augenärzte 693 Schulen in den Gebieten Mogilew, Gomel, Brest und Witebsk und führten den Sehtest bei 51 474 Schülern durch. Zum Ende des Projekts wurde die Comic-Sammlung „Ich sehe!“ unter Teilnahme von Vertretern der Künstlervereinigung „Moderner Comic“ vorbereitet und veröffentlicht.
Im September 2019 wurde A1 zum Hauptpartner der Fußballschule „Junior“. Die Partnerschaft umfasst mehrere Bereiche für die Entwicklung des Kinder- und Jugendsports, darunter Erstellung der Marke „A1 Junior“ und Kauf neuer Ausrüstung für die Spieler des Clubs.
Am 28. Dezember 2019 war A1 der Komplementär des Wiener Balls im Palast der Unabhängigkeit. Als Folge dieses Ereignisses leistete die Gesellschaft finanzielle Hilfe dem Sozialverband „SOS Kinderdörfer Belarus“.
Am 23. Juni 2020 startete die Firma A1 eine Charity-Sportkampagne „100 gadsin s А1“. Als Ergebnis der Veranstaltung unterstützte A1 das Republikanische Klinische Zentrum für palliative medizinische Versorgung von Kindern finanziell. Am 1. Juni 2021 startete die zweite Staffel „100 gadsin s А1“, verbunden mit dem Thema Ökologie. Als Ergebnis der A1-Aktion wurden 50.000 Rubel überwiesen Unterstützung der internationalen gemeinnützigen Organisation SOS-Kinderdörfer angedeihen lassen. Dieses Geld hat SOS-Kinderdörfer in der Stadt Mahiljou für die Einstellung von 300 Solarzellen und eine Luftwärmepumpe ausgegeben, auf dem Grundstück von SOS-Kinderdörfer in Borowljany wird man eine Allee mit Namensbäumen der aktiven Aktionsteilnehmer/ -innen anlegen.
Am 20. August 2023 veranstaltete das Unternehmen A1 im Dynamo-Stadion in Minsk das Sport- und Musik-Wohltätigkeitsfestival „U adnym rytme z A1“. Dank der Teilnehmer an verschiedenen sportlichen Aktivitäten im Anschluss an die Veranstaltung stellte A1 dem Republikanischen Zentrum für die Rehabilitation behinderter Kinder Sponsoring für den Kauf innovativer High-Tech-Diagnosegeräte zur Verfügung.

### Förderung der belarussischen Sprache und Kultur
A1 unterstützt die Initiativen, die das Interesse am belarussischen Nationalerbe, an Traditionen, Geschichte, Kultur und Kunst steigern.
Von 2016 bis 2019 wurde vom Unternehmen gemeinsam mit der Firma „Kinakong“ das Projekt „Belarussische Wochenenden“ realisiert. Während dieser Zeit mehr als 20 Filme ins Belarussische übersetzt und synchronisiert. Die Filme des Projekts wurden in mehr als 60 belarussischen Kinos gezeigt, und mehr als 50.000 Zuschauer besuchten die Filmvorführungen.
In den Jahren 2018–2019 führte A1 ein Sozial- und Bildungsprojekt velcom YOUTH für Gymnasiasten mit Kommunikation in belarussischer Sprache durch. Mehr als 800 Schülerinnen und Schüler aus 230 Bildungseinrichtungen im ganzen Land nahmen an dem Projekt teil.
Seit 2019 führt A1 das Projekt «Pershia» durch, bei dem Schülerinnen und Schüler aus ganz Belarus Ideen zu den Themen Technologie, Kultur, Ökologie, Inklusion und Urbanismus präsentieren. Außerdem gibt es ein spezielles Bildungsprogramm für die Teilnehmer. Jedes Jahr erhalten die Finalisten die Möglichkeit, ihre Ideen gemeinsam mit Mentoren für eine Präsentation vor einem größeren Publikum vorzubereiten.
Im Jahre 2019–2020 wurde A1 zum Hauptpartner der 100. Spielzeit des Nationalen Akademischen Janka-Kupala-Theaters. Dank der Partnerschaft wurde eine kostenlose Liveübertragung der bedeutsamen Theateraufführungen über den VOKA-Videodienst organisiert, wie z. B. „Rundfunk Prudok“, „Zwei Seelen“, „Menschen im Sumpf“, „Pawlinka“und andere.
Seit Oktober 2019 realisiert A1 zusammen mit dem Zentrum für Belarussisch-Jüdisches Kulturerbe und dem Museum für Geschichte der Witebsker Volkskunstschule das Projekt #UNOVIS100 zu Ehren des 100-jährigen Jubiläums der Künstlervereinigung UNOWIS. Am 15. Februar 2020 eröffnete im Nationalen Kunstmuseum die erste Ausstellung des suprematistischen Künstlers Lasar Chidekel „Man versteht uns in 100 Jahren“ in Belarus.
Am 21. Februar 2020 präsentierte A1 das Projekt „SPRACHE“ („МОВА“), in dessen Rahmen interaktive Kunstinstallationen in den größten Städten des Landes aufgestellt werden. Im Mai–Dezember wurden die Skulpturen in Form von Buchstaben, die die Stadtmöbel darstellen und zusammen das Wort МОВА bilden, in Homel, Brest, Mogiljow, Witebsk und Hrodna installiert. Das Projekt wird in Zusammenarbeit mit der Initiative „Größe der Muttersprache“ verwirklicht.

### Ökologie
Im Juni–Juli 2020 der Wettbewerb „Sonnenenergie für die Grünen Schulen“ wurde abgehalten, das ökologische Projekt von A1 in Partnerschaft von dem Ministerium für natürliche Ressourcen und Umweltschutz der Republik Belarus, dem Bildungsministerium der Republik Belarus und dem Entwicklungsprogramm von den Vereinten Nationen in Belarus. Als Folge dieses Projekts wurden 7 „Grüne Schulen“ ausgewählt, eine für jede Region in Belarus und Minsk. Bis Dezember 2020 schloss das Unternehmen die Installation von Sonnenkollektoren in den Bildungseinrichtungen ab, die Gewinner des Wettbewerbs sind.
2021 machte А1 laut den Grundsätzen einer nachhaltigen Umwelt-, Sozial- und Unternehmensführung (ESG) den Auftakt zur massiven Initiative, die dazu dienen soll, die Kohlenstoffneutralität zu erreichen: die Technologien der Selbstkühlung der Basisstationsausrüstung sind eingeführt, und die Stromlieferungsanlagen an technischen Stellen sind modernisiert.
Am 16. April 2021 wurde das Projekt „А1garod“ gestartet, in dessen Rahmen der umweltfreundliche Raum, der Garten, auf dem Dach des Hauptsitzes erschienen ist. Das Unternehmen setzt in die Tat das Konzept eines energieeffizienten „grünen Büros“ um, minimiert die Papiernutzung, setzt elektronischen Dokumentenverkehr ein und organisiert die Abfalltrennung und -sortierung.
Im Jahr 2022 werden alle A1-Filialen über ein eigenes System zur Sammlung elektronischer Geräte zur anschließenden Übergabe zur sicheren Entsorgung verfügen, was dazu beitragen wird, die Auswirkungen auf die Umwelt weltweit zu reduzieren.
Im Mai 2024 veröffentlichte A1 den ersten Umweltcomic für Kinder und Jugendliche. Eine Reihe von Bildungsgeschichten erzählt, wie jeder sich um die Umwelt kümmern kann. Im Oktober 2024 wurde ein neuer Teil des ökologischen Comics vorgestellt – «Eva und Seva. Auf der anderen Seite des Bildschirms».
Im November 2024 nahm A 1 an einer Wohltätigkeitsveranstaltung teil, die darauf abzielte, von einem spontanen Hurrikan betroffene Waldgebiete wiederherzustellen. Die Mitarbeiter des Unternehmens pflanzten mehr als fünftausend Bäume, um den Wäldern des Kalinković-Gebiets zu helfen, sich schneller zu erholen.

### Digitale Kompetenz
Im Oktober 2020 startete A1 ein Freiwilligenprojekt #яонлайн (ichonline). Das Ziel dieses Projekts besteht darin, den Menschen zu helfen, die die Online-Welt mit dem mobilen Internet kennenlernen möchten.
2021 startete А1 in der Partnerschaft mit dem Bevölkerungsfonds der Vereinten Nationen das Ausbildungsprogramm, um die digitale Kompetenz älterer Personen zu verstärken. Im Juni 2021 wurde #ichonline-Wegweiser durch mobile Technologien veröffentlicht. Von Juli bis September fanden in allen Regionen von Belarus #yaonline-Schulungen für Freiwillige statt, sowohl offline als auch online. Im Jahr 2022 wurden ein neues Programm und methodische Empfehlungen für die Ausbildung unter Einbeziehung von Menschen mit Behinderungen entwickelt und eingeführt.
Im November 2024 startete A1 die bundesweite Informationskampagne #Denken Sie 5 Sekunden lang. Das Ziel des Projekts ist es, eine große Anzahl von Menschen über Betrugsprobleme, Methoden zum Schutz ihrer Daten und die Internetsicherheit zu informieren und zu sensibilisieren. Seit dem Start der Kampagne A1 #Denken Sie 5 Sekunden lang haben mehr als 1000 Teilnehmer, darunter Sozialarbeiter, «silberne» Freiwillige und ältere Menschen, erfolgreich online geschult, wie man Betrug mit dem Smartphone vermeidet.

## Arbeit von A1 während der COVID-19-Pandemie
Im März 2020 startete A1 die Initiative #оставайсяонлайн (bleib online), um ihre Kunden und die Bevölkerung angesichts der Infektionsausbreitung zu unterstützen.
Seit Beginn der Pandemie leistete das Unternehmen dem klinischen Infektionskrankenhaus in der Stadt Minsk und dem Städtischen klinischen Kinderinfektionskrankenhaus finanzielle Unterstützung und versorgte das medizinische Fachpersonal mit Smartphones und kostenlosem Mobilfunk bei der Arbeit. Die Gesellschaft hat eine USSD-Nummer und eine Kurznummer geschaffen für Sammlung der wohltätigen Spenden zugunsten des medizinischen Personals. Kostenlos wurden die Anrufe beim Hinweistelefon des Gesundheitsministeriums in Bezug auf die Coronavirus-Infektion, an die Nummern der diplomatischen Missionen im Ausland für ihre Kunden beim Roaming, beim Hinweistelefon für Opfern der häuslichen Gewalt und beim Informationstelefon für ältere Menschen gemacht.

## Kritik
Der Vorwurf, sich für gute Geschäfte dem „letzten Diktators Europas“ anzubiedern, begleitet die österreichischen Investoren bereits seit 2007 an. Bei den Präsidentschaftswahlen 2010 kam es in Minsk zu Massenprotesten, die brutal niedergeschlagen wurden, aber, wie sich später herausstellte, waren Demonstrierende von den Behörden anhand ihrer Handydaten ausspioniert worden. A1 betonte stets, keine Kundendaten aktiv weitergegeben zu haben: „Ein allfälliger Zugriff auf Personen- und Rufdaten erfolgt – im Gegensatz zu den meisten anderen Ländern – ohne richterlichen Beschluss und ohne Involvierung der Mobilfunkbetreiber“, hieß es damals.
Die Menschenrechtsorganisation Amnesty International warf im Juli 2016 A1 Belarus vor, an der Ausspionierung der Bevölkerung von Belarus beteiligt zu sein. Demnach gestatte das Unternehmen der Regierung nahezu unbegrenzten Zugriff auf die Kommunikation ihrer Kunden und deren Daten. Die Telekom Austria reagierte auf die Vorwürfe mit dem Hinweis, dass sie verpflichtet sei, den Gesetzen des Landes zu entsprechen.
Laut dem Sohn seiner Frau Mikalaj Statkewitsch blockierte der Betreiber am Vorabend der Feier zum 100. Jahrestag der Weißrussischen Volksrepublik im März 2017 die Smartphones des belarussischen Politikers und seiner Frau und übertrug ihre Passwörter von Facebook und Viber.
Am 23. August 2020, während der Proteste in Belarus 2020 geriet das Unternehmen erneut in die Kritik, weil A1 Belarus „auf Anordnung autorisierter staatlicher Organe“ die Kapazität des mobilen Internets auf dem Territorium von Minsk reduziert hat. A1 berichtete, dass dies mit der Anordnung staatlicher Organe zum Schutz der nationalen Sicherheit verbunden war. Noch am selben Tag wurde die Bereitstellung von Datendiensten vollständig wiederhergestellt. Am 26. August warnte das Unternehmen Kunden im Voraus vor ähnlichen Problemen. Es kam zu stundenlangen Ausfällen des mobilen Internets, was nach Angaben der Menschenrechtsorganisation Human Constanta einer Niederschlagung einer friedlichen Demonstration, „nur eben online“, gleichkomme.
Am 21. September 2020 gab die European Telecommunications Network Operators’ Association (ETNO) eine Erklärung zur Situation mit Internet-Shutdowns in Belarus ab. Sie enthält auch die öffentliche Position der A1 Telekom Austria Group: „A1 kann in Belarus keine Mobilfunkdienstleistungen ohne Zugang zu einem staatlich monopolisierten externen Kanal anbieten – Sprachverbindung und Datenübertragung stehen auf nationaler und internationaler Ebene unter Kontrolle autorisierter staatlicher Organe.“
Eine prominente A1-Kritikerin ist Weranika Zepkala, Ehefrau Waleryj Zepkalas. Sie arbeitete viele Jahre bei „velcom“ in Vertriebs- und Firmenkundenabteilungen und sagte im Oktober 2020: „Ich finde es nicht richtig, dass ein Unternehmen aus der EU so offensichtlich Lukaschenka und seine nichtdemokratischen Werte unterstützt. Anders kann man ihr Verhalten nicht nennen, wenn sie jeden Sonntag das mobile Internet abdrehen. Was tut A1, um sich von diesem blutigen Regime zu distanzieren?“ Im Oktober 2020 veröffentlichte das internationale Bündnis #KeepItOn einen offenen Brief, in dem es die belarussischen Telekommunikationsdienstleister aufforderte, der Internetabschaltung entgegenzustehen. Die Antwort von A1 war so: „Die Einschränkung des Zugangs zu Internetdiensten ist nicht im Interesse des Unternehmens und seiner Kunden. Wie in jedem Land, in dem die A1 Telekom Austria Group tätig ist, ist das Unternehmen jedoch verpflichtet, an lokale rechtliche und regulatorische Vorgaben zu halten. Wenn diese Anforderungen nicht eingehalten werden, könnte das weitreichendere Folgen haben.“ Im Mai 2021 trat in Kraft das Gesetz „Über die Änderung des Telekommunikationsgesetzes der Republik Belarus'“. Falls die Forderungen des Operativen Analysezentrums nach Aussetzung oder Beschränkung der Verbindungsnetzwerke durch Telekommunikationsfirmen nicht erfüllt werden, wird dies als ernster Verstoß gegen die Gesetzgebung gelten, und die Geltung der Genehmigung zur Nutzung des Hochfrequenzspektrums kann ausgesetzt werden.